# Gran Premio del Canada 1967
Il Gran Premio del Canada 1967 fu una gara di Formula 1, disputatasi il 27 agosto 1967 sul Mosport Park. Fu l'ottava prova del mondiale 1967 e vide la vittoria di Jack Brabham su Brabham-Repco, seguito da Denny Hulme e da Dan Gurney.

## Qualifiche
| Pos | No | Pilota          | Costruttore     | Scuderia                    | Tempo  | Distacco |
| --- | -- | --------------- | --------------- | --------------------------- | ------ | -------- |
| 1   | 3  | Jim Clark       | Lotus-Ford      | Team Lotus                  | 1:22.4 | -        |
| 2   | 4  | Graham Hill     | Lotus-Ford      | Team Lotus                  | 1:22.7 | +0.3     |
| 3   | 2  | Denny Hulme     | Brabham-Repco   | Brabham Racing Organisation | 1:23.2 | +0.8     |
| 4   | 20 | Chris Amon      | Ferrari         | Scuderia Ferrari SpA SEFAC  | 1:23.3 | +0.9     |
| 5   | 10 | Dan Gurney      | Eagle-Weslake   | Anglo American Racers       | 1:23.4 | +1.0     |
| 6   | 19 | Bruce McLaren   | McLaren-BRM     | Bruce McLaren Motor Racing  | 1:23.5 | +1.1     |
| 7   | 1  | Jack Brabham    | Brabham-Repco   | Brabham Racing Organisation | 1:24.7 | +2.3     |
| 8   | 71 | Jochen Rindt    | Cooper-Maserati | Cooper Car Company          | 1:24.9 | +2.5     |
| 9   | 15 | Jackie Stewart  | BRM             | Owen Racing Organisation    | 1:25.4 | +3.0     |
| 10  | 16 | Mike Spence     | BRM             | Owen Racing Organisation    | 1:25.8 | +3.4     |
| 11  | 17 | Chris Irwin     | BRM             | Reg Parnell Racing          | 1:26.0 | +3.6     |
| 12  | 12 | David Hobbs     | BRM             | Bernard White Racing        | 1:26.2 | +3.8     |
| 13  | 14 | Jo Siffert      | Cooper-Maserati | Jack Durlacher Racing Team  | 1:26.6 | +4.2     |
| 14  | 8  | Richard Attwood | Cooper-Maserati | Cooper Car Company          | 1:27.1 | +4.7     |
| 15  | 9  | Jo Bonnier      | Cooper-Maserati | Joakim Bonnier Racing Team  | 1:27.3 | +4.9     |
| 16  | 11 | Al Pease        | Eagle-Climax    | Castrol Oils Ltd            | 1:30.1 | +7.7     |
| 17  | 5  | Eppie Wietzes   | Lotus-Ford      | Team Lotus                  | 1:30.8 | +8.4     |
| 18  | 6  | Mike Fisher     | Lotus-BRM       | Privato                     | 1:31.9 | +9.5     |
| NQ  | 41 | Tom Jones       | Cooper-Climax   | Privato                     | 1:51.9 | +29.5    |

## Gara
| Pos | No | Pilota          | Costruttore     | Giri | Tempo/Ritiro               | Griglia | Punti |
| --- | -- | --------------- | --------------- | ---- | -------------------------- | ------- | ----- |
| 1   | 1  | Jack Brabham    | Brabham-Repco   | 90   | 2:40:40.0                  | 7       | 9     |
| 2   | 2  | Denny Hulme     | Brabham-Repco   | 90   | + 1:01.9                   | 3       | 6     |
| 3   | 10 | Dan Gurney      | Eagle-Weslake   | 89   | + 1 giro                   | 5       | 4     |
| 4   | 4  | Graham Hill     | Lotus-Ford      | 88   | + 2 giri                   | 2       | 3     |
| 5   | 16 | Mike Spence     | BRM             | 87   | + 3 giri                   | 10      | 2     |
| 6   | 20 | Chris Amon      | Ferrari         | 87   | + 3 giri                   | 4       | 1     |
| 7   | 19 | Bruce McLaren   | McLaren-BRM     | 86   | + 4 giri                   | 6       |       |
| 8   | 9  | Jo Bonnier      | Cooper-Maserati | 85   | + 5 giri                   | 15      |       |
| 9   | 12 | David Hobbs     | BRM             | 85   | + 5 giri                   | 12      |       |
| 10  | 8  | Richard Attwood | Cooper-Maserati | 84   | + 6 giri                   | 14      |       |
| 11  | 6  | Mike Fisher     | Lotus-BRM       | 81   | + 9 giri                   | 18      |       |
| Rit | 3  | Jim Clark       | Lotus-Ford      | 69   | Accensione                 | 1       |       |
| SQ  | 5  | Eppie Wietzes   | Lotus-Ford      | 69   | Squalificato               | 17      |       |
| Rit | 15 | Jackie Stewart  | BRM             | 65   | Acceleratore               | 9       |       |
| NC  | 11 | Al Pease        | Eagle-Climax    | 47   | + 43 giri/Non classificato | 16      |       |
| Rit | 17 | Chris Irwin     | BRM             | 18   | Testacoda                  | 11      |       |
| Rit | 71 | Jochen Rindt    | Cooper-Maserati | 4    | Accensione                 | 8       |       |
| NP  | 14 | Jo Siffert      | Cooper-Maserati |      |                            | 13      |       |

## Statistiche

### Piloti
- 13ª vittoria per Jack Brabham
- 30° pole position per Jim Clark (nuovo record)
- 10° podio per Denny Hulme
- 19º e ultimo podio per Dan Gurney
- 1º Gran Premio per Mike Fisher, Eppie Wietzes e Al Pease
- 1° e unico Gran Premio per Tom Jones

### Costruttori
- 2º e ultimo Titolo Mondiale per la Brabham
- 10° vittoria per la Brabham
- 2º e ultimo podio per la Eagle
- 30º giro più veloce per la Lotus
- 50º Gran Premio per la Brabham

### Motori
- 8ª e ultima vittoria per il motore Repco
- 2º e ultimo podio per il motore Weslake

### Giri al comando
- Jim Clark (1-3, 58-67)
- Denny Hulme (4-57)
- Jack Brabham (68-90)

## Classifiche Mondiali

### Piloti
| Pos | Pilota              | Punti |
| --- | ------------------- | ----- |
| 1   | Denny Hulme         | 43    |
| 2   | Jack Brabham        | 34    |
| 3   | Chris Amon          | 20    |
| 4   | Jim Clark           | 19    |
| 5   | Pedro Rodríguez     | 14    |
| 6   | Dan Gurney          | 13    |
| 7   | Jackie Stewart      | 10    |
| 8   | Graham Hill         | 9     |
| 9   | John Surtees        | 8     |
| 10  | John Love           | 6     |
| 11  | Mike Spence         | 5     |
| 12  | Bruce McLaren       | 3     |
|     | Jo Siffert          | 3     |
|     | Jochen Rindt        | 3     |
| 15  | Bob Anderson        | 2     |
|     | Jo Bonnier          | 2     |
|     | Mike Parkes         | 2     |
|     | Chris Irwin         | 2     |
| 19  | Ludovico Scarfiotti | 1     |
|     | Guy Ligier          | 1     |

### Costruttori
| Pos | Costruttore     | Punti |
| --- | --------------- | ----- |
| 1   | Brabham-Repco   | 51    |
| 2   | Lotus-Ford      | 22    |
| 3   | Cooper-Maserati | 21    |
| 4   | Ferrari         | 20    |
| 5   | BRM             | 13    |
|     | Eagle-Weslake   | 13    |
| 7   | Honda           | 8     |
| 8   | Cooper-Climax   | 6     |
|     | Lotus-BRM       | 6     |
| 10  | McLaren-BRM     | 3     |
| 11  | Brabham-Climax  | 2     |